# Piotr Woźniak (żołnierz)
Piotr Woźniak (ur. 1912, zm. 23 kwietnia 1988) – żołnierz AK i podziemia powojennego, więzień polityczny, autor głośnej w latach 1982–1990 książki Zapluty karzeł reakcji.
Był żołnierzem AK (kapitan), a po wojnie działał w podziemiu, był dowódcą okręgu rzeszowskiego Narodowego Związku Wojskowego (używającego dawnej nazwy NOW). Nosił wtedy pseudonim „Wir”. Wielokrotnie więziony przez bezpiekę. W maju 1949 r. przez Sąd Wojskowy w Rzeszowie został skazany na karę śmierci. Wyrok nie został wykonany, później zmieniono go na karę wieloletniego więzienia. Przebywał m.in. w więzieniach w Rzeszowie i we Wronkach. Wypuszczony na wolność w okresie odwilży.
Jest autorem kilku książek opisujących doświadczenia wojenne (jako żołnierza AK) jak i powojenne. Autor wydanej w 1982 roku w Paryżu przez Editions Spotkania autobiograficznej książki Zapluty karzeł reakcji : wspomnienia AK-owca z więzień w PRL, w której opisał swoje więzienne losy. Była to publikacja bardzo ważna i bardzo głośna w stanie wojennym. Miała ona aż 16 podziemnych wydań w latach 1982–1989. (Ostatnie wydanie w 2001 ISBN 83-88160-07-9).
Zmarł 23 kwietnia 1988 jako ostatni żyjący dowódca NZW; został pochowany na cmentarzu Mater Dolorosa w Bytomiu 26 kwietnia 1988.